# Democratisch en Leefbaar Aartselaar
Democratisch en Leefbaar Aartselaar (DLA) was een Belgische lokale politieke partij in Aartselaar.

## Geschiedenis
Nadat in de aanloop naar de gemeenteraadsverkiezingen van 2000 verschillende leden Vernieuwd Beleid Aartselaar (VBA) hadden verlaten om een lokale Agalev-afdeling op te richten, hergroepeerden de overgebleven VBA'ers zich met de leden van de lokale Volksunie/iD21-afdeling. Hieruit ontstond de nieuwe partij 'Democratisch en Leefbaar Aartselaar' (DLA). Deze overtuigde bij de stembusgang 5,91% van de kiezers, goed voor één zetel in de Aartselaarse gemeenteraad. Verkozene voor de partij was Sophie De Wit. Later veranderde de partij van naam en ging ze door het leven als Democratisch Liberale Alliantie (DLA). Na de implosie van de Volksunie koos De Wit voor N-VA en was ze kandidaat bij de verkiezingen van 2006 op de kieslijst van het Valentijnskartel. Een ander boegbeeld van de partij, sportdokter (en toenmalig kabinetsmedewerker van Bert Anciaux) Kris Goossens, koos voor Spirit.